# Daniel Vilches
José Daniel Vilches Rojas, más conocido como Daniel Vilches (Concepción, Chile, 23 de abril de 1932) es un actor y humorista chileno apodado como "el académico de la lengua", dedicado a los espectáculos de revista.

## Biografía
Comenzó su carrera desde temprana edad, en conjunto de aficionados, pasando luego al profesionalismo. Sus primeras incursiones fueron a los 8 o 10 años, en obras sacras preparadas para Semana Santa, en las que destacaba por su profundo espíritu religioso. Comenzó a estudiar de noche y trabajar de día. Pasó por diversos establecimientos, Estudió técnico de imprenta y también teatro, en el Teatro de Pueblo en calle San Diego con Cóndor. Perteneció al Conjunto Victoria, a cargo de Esther Walters, quien escribía las obras. En 1949, cuando tenía 17 años, ya era reconocido en el ambiente aficionado.
Participó como actor serio de compañías de comedia, recitador gaucho y animador de espectáculos. Luego pasó a ser actor cómico, trabajando en circos como payaso y en el papel del Señor Corales.
Ingresó al mundo del humor revisteril, consagrándose con los años por sus éxitos y reconocimientos. Primero trabajó en una compañía de revistas de Videla Carvallo, quien tenía una carpa móvil. Luego fue llamado por Enrique Venturino, dueño del Teatro Caupolicán, porque iba a inaugurar su propia compañía de revistas: la Compañía Chilena de Revistas Cóndor, con Lucho Gatica, Amada Ruiz, Los Churumberos de España y Los Charchaleros. Era un teatro que hacía 16 mil personas. A los 24 años (1956) se fue al local Picaresque, en la calle San Ignacio, para reemplazar a Sergio Feíto que se iba a Buenos Aires. Siguió actuando en el Picaresque por 26 años, hasta que se independizó.
Con el tiempo se hizo conocido con el apodo de "el académico de la lengua" por utilizar garabatos en sus actuaciones, cosa inusual en la década de los 60s.
En televisión participó en diversos programas como Festival de la una –junto a Chicho Azua y Mino Valdés– y Morandé con compañía.
Actualmente, dirige y actúa en su compañía de revistas.
Daniel Vilches está casado con Mercedes Pineda, y tiene dos hijos de una relación anterior, Danilo y Jenny Vilches.

## Premios y nominaciones
Otros premios
- 2018 - Premio Nacional de Humor de Chile[n 1][4]